# 梨形鬘螺
梨形鬘螺（学名：Phalium glabratum bulla），是异足目唐冠螺科鬘螺属的一种。主要分布于中国大陆、台湾，常栖息在潮下带。